# Brasiliens Kommunistiske Parti
Brasiliens Kommunistiske Parti (Partido Comunista do Brasil) er et kommunistisk parti i Brasilien. Partiet blev grundlagt i 1962 
Partiets formand er José Renato Rabelo.
Partiet udgiver Vermelho. Partiets ungdomsorganisation hedder União da Juventude Socialista.
Ved parlamentsvalget i 2002 fik partiet 1.967.833 stemmer (2,2 %, 12 mandater).